# Trosteanți, Monastîrîska
Trosteanți (în ucraineană Тростянці) este o comună în raionul Monastîrîska, regiunea Ternopil, Ucraina, formată numai din satul de reședință.

## Demografie
Componența lingvistică a comunei Trosteanți
     Ucraineană (99,79%)
Conform recensământului din 2001, majoritatea populației comunei Trosteanți era vorbitoare de ucraineană (99,79%), existând în minoritate și vorbitori de alte limbi.